# Steffen Schütz

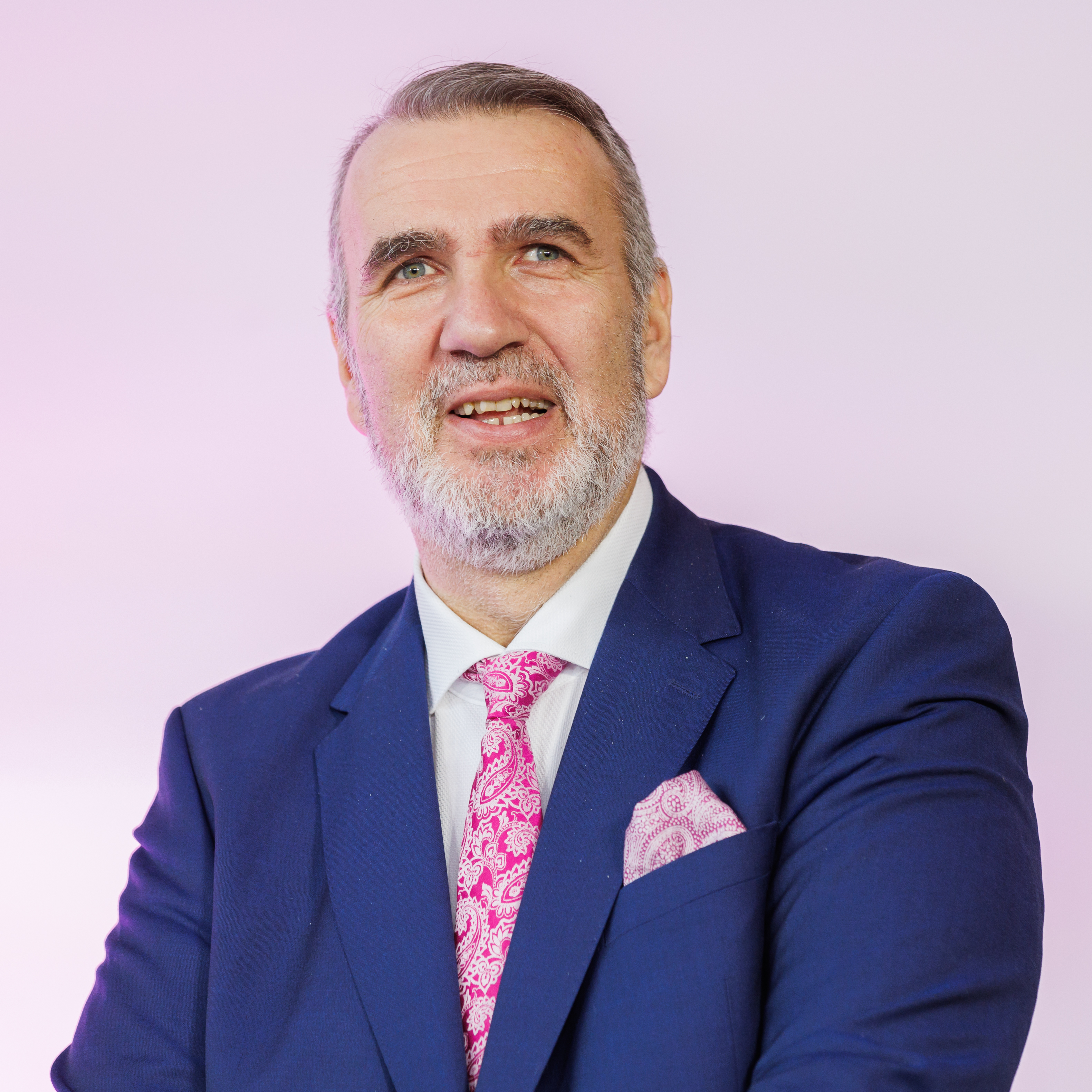
Steffen Schütz (2024)

Steffen Schütz (* 10. Dezember 1966 in Eisenach) ist ein deutscher Unternehmer und Politiker (BSW). Seit 2024 ist er Mitglied des Thüringer Landtags sowie Thüringer Minister für Digitales und Infrastruktur. Von März 2024 bis April 2025 war er neben Katja Wolf Co-Vorsitzender des BSW Thüringen.

## Leben
Steffen Schütz studierte von 1987 bis 1990 Kommunikationsmethodik an der Fachschule für Werbung und Gestaltung Berlin und schloss als Diplom-Kommunikationsdesigner (FH) ab. Er war Filialleiter einer Messebaufirma in Berlin (1990–1992) und Geschäftsführer eines Werbeunternehmens, ebenfalls in Berlin (1993–1997). Seit 1997 betreibt er in Berlin eine Werbeagentur. Er ist verheiratet, kinderlos und lebt in Erfurt.

## Politik

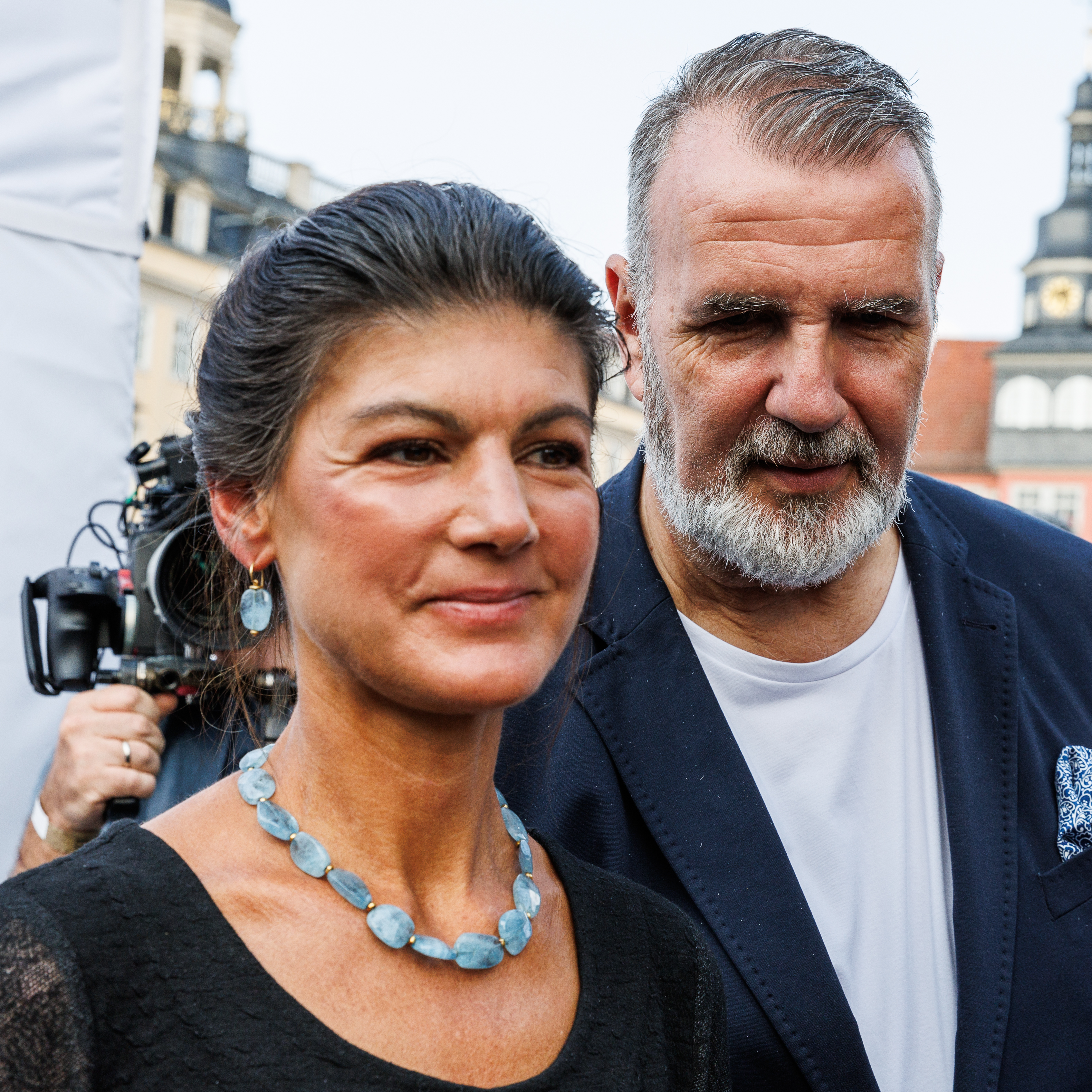
Schütz mit der BSW-Bundesvorsitzenden Sahra Wagenknecht (2024)

Schütz ist seit 2024 Mitglied im neu gegründeten Bündnis Sahra Wagenknecht und wurde am 15. März 2024 gemeinsam mit Katja Wolf zum Co-Landesvorsitzenden in Thüringen gewählt. Bei der Landtagswahl 2024 belegte er den zweiten Platz der BSW-Landesliste und wurde in den Thüringer Landtag gewählt. Beim Landesparteitag im April 2025 kandidierte Schütz nicht erneut für den Landesvorsitz.
Am 13. Dezember 2024 wurde Schütz zum Thüringer Minister für Digitales und Infrastruktur im Kabinett Voigt ernannt.